# ハワード・ハリス
ハワード・ハリス（Howard Harris、1848年7月29日 - 1916年1月13日）は、アメリカ・オランダ改革教会が11番目に派遣した宣教師である。日本で21年間主に、明治学院で教育活動をした。
1848年にアメリカ合衆国ニュージャージー州ベルヴィルで生まれた。南北戦争では北軍に従軍し旗手を務める。1873年にラトガーズ大学を卒業して、ニューブラウンズウィック神学校へ進学する。1876年に神学校を卒業すると、改革教会ニューアーク中会で教職の資格を得て、1876年から1884年までニューヨーク州ホースローン教会で牧師をする。
1884年に、長崎のヘンリー・スタウトを手伝うために、妻リズィーと共に来日した。1884年4月21日に横浜に上陸する。横浜では、ジェームス・ハミルトン・バラやユージーン・ブースが出迎えた。しばらく、フェリス・セミナリーに滞在した後に、5月に長崎についた。長崎では英語教育を助けた。しかし、わずか一年で東京へ移動する。
東京へ移ったハリスは、東京一致英和学校の教授に就任し、英文学を教えた。さらに、1885年には同列系の英和予備校の講師に採用されて、兼務することになる。マーティン・ワイコフ、ジェームス・クレイグ・バラ、ベントン、服部綾雄、石本三十郎、杉森此馬などと共に働く。
その後、東京一致英和学校と英和予備校が明治学院に合流すると、明治学院普通学部の教授になった。ハリスは普通学部会計を務めた。
1904年にアメリカに帰国すると、ニューヨーク州ホースローン教会で牧師を6年間務める、1910年には南カリフォルニア大学東洋学部の教員になり、1914年から2年間ハワイ・カフルイの日本人教会牧師を務め、1916年にカリフォルニアで死去する。